# کلارا کاستانیو
کلارا فورکاس گونسالز کاستانهو (زاده ۶ اکتبر ۲۰۰۰) بازیگر و خواننده برزیلی است. او بیشتر برای بازی در سریال بازگشت به ۱۵ نت‌فلیکس شناخته می‌شود.
او در شهر سانتو آندره ایالت سائو پائولو به دنیا آمده‌است.

## فیلم‌شناسی
| سال  | عنوان             | شخصیت                           | یادداشت  |
| ---- | ----------------- | ------------------------------- | -------- |
| ۲۰۰۶ | مادر              | بل                              | نقش مکمل |
| ۲۰۰۸ | Revelação         | دانیلا مورائو                   | نقش مکمل |
| ۲۰۰۹ | Viver a Vida      | رافائلا ویکتوریا ویللا گارسیا   | نقش اصلی |
| ۲۰۱۱ | مورد و آسوپرا     | آنتونیا د سوزا مارتینز (تونیکا) | نقش اصلی |
| ۲۰۱۲ | Amor Eterno Amor  | کلارا آلنده / آدلیا بورخس       | نقش اصلی |
| ۲۰۱۳ | Amor à Vida       | پائولا خوری آرائوخو (پائولینها) | نقش اصلی |
| ۲۰۱۵ | Além do Tempo     | آلیس دل کوسو ونتورا             |          |
| ۲۰۱۸ | ستاره پاپ         | شرکت کننده                      |          |
| ۲۰۱۹ | مال من کوئر       | مانوئلا                         |          |
| ۲۰۲۲ | صبح بخیر، ورونیکا | آنجلا کوردیرو                   |          |

| سال  | عنوان                               | شخصیت   | یادداشت  |
| ---- | ----------------------------------- | ------- | -------- |
| ۲۰۰۹ | پائولیستا                           | بازیگر  |          |
| ۲۰۱۶ | É فدا!                              | جولیا   | نقش اصلی |
| ۲۰۱۸ | شما از Popstar استفاده کنید         | مانو    | نقش اصلی |
| ۲۰۲۰ | DPA3 – Uma Aventura no Fim do Mundo | دانهوکا |          |
| ۲۰۲۱ | Confissões de Uma Garota Excluída   | تته     | نقش اصلی |